# Heiligerlee
Heiligerlee – wieś w Holandii, w prowincji Groningen, w gminie Oldambt.